# 打越スペクター
打越スペクター（うちこしスペクター）とは、1970年に設立された日本の暴走族グループ。

## 概要
1970年に、国士舘高等学校に通う不良少年が中心になり設立された暴走族「スペクター」の支部の中で、八王子市打越町の不良が中心となって結成された打越スペクターは、関東最大の暴走族グループとして恐れられていた。関東連合とは敵対関係にあり、打越スペクターは「反関東連合」を掲げていた暴走族やチーマーグループと共に、関東連合と抗争を繰り返していた。
2000年に入ってから打越スペクターのOBグループはマフィア化し、数々の凶悪犯罪を繰り返した。その結果、OBグループは2014年に警視庁により準暴力団に指定された。また、OBグループはオレオレ詐欺や、暴力団構成員、不良グループメンバーなどを誘拐して身代金を要求するなどの方法で資金を集めている。リーダーの逮捕や、準暴力団に指定され締め付けが強化された影響で、打越スペクターは現在、壊滅状態にあると言われている。

## 事件
- 2008年3月に発生した、金属バットで男性が殺害された西新宿事件に打越スペクターOBが関わっていると言われている[2][3]。
- 2011年10月に発覚した、埼玉県本庄市死体遺棄事件の主犯格として2015年1月にOBメンバーが逮捕される。
- 2016年3月に山口組系暴力団「一蓮会」の構成員数名と、打越スペクターOBの間で乱闘事件が発生し、打越スペクターOBのメンバーが逮捕される。
- 2016年6月に八王子市内でラーメン店を経営する男性に対して、みかじめ料を請求したとしてOBメンバーが逮捕される。
- 2025年3月13日、「今すぐ工事をしないと家が傾く」とうそを言ってリフォーム工事代金をだまし取ろうとしたとして、打越スペクターの実質的なトップが詐欺未遂容疑で逮捕された[4][5]。4月2日、70代女性から現金計228万円をだまし取ったなどとして詐欺容疑などで再逮捕された[6]。

## 関連書籍
- 瓜田純士『遺書―関東連合崩壊の真実と、ある兄弟の絆』竹書房I文庫（竹書房）、2015年。ISBN 9784801904965。